# بلاتيو يونايتد
بلاتيو يونايتد ، هو نادي كرة قدم نيجيري وهو نادي أساسي في نيجيريا ويقع مقره في جوس ويلعب مبارياته في استاد روانغ بام الذي يسع 15000 متفرج.